# Alpenklaver
Alpenklaver (Trifolium alpestre) is een overblijvende plant uit de vlinderbloemenfamilie (Leguminosae) die van nature voorkomt in Oost- en Midden-Europa, westelijk tot in België en in West-Azië. Het aantal chromosomen is 2n=16.
Het is een 10-50 cm hoge plant, waarvan het blad bestaat uit drie, langwerpig-lancetvormige, getande, 3-8 cm lange deelblaadjes. Ze zijn aan de bovenkant onbehaard, maar aan de achterkant dicht behaard. Aan de voet van de bladsteel zit een steunblaadje. De stengel is aanliggend behaard.
Alpenklaver bloeit vanaf mei tot in augustus met bijna ongesteelde tot zittende, bolvormige tot eivormige, 1-1,5 cm grote, rozerode of roodpaarse, zelden wit of roze, hoofdjesachtige tros. De bloemkroon is 10-15 mm lang. De behaarde kelkbuis heeft twintig nerven. De priemvormige steunblaadjes zijn langer dan 3 cm.
De vrucht is een eenzadige peul.

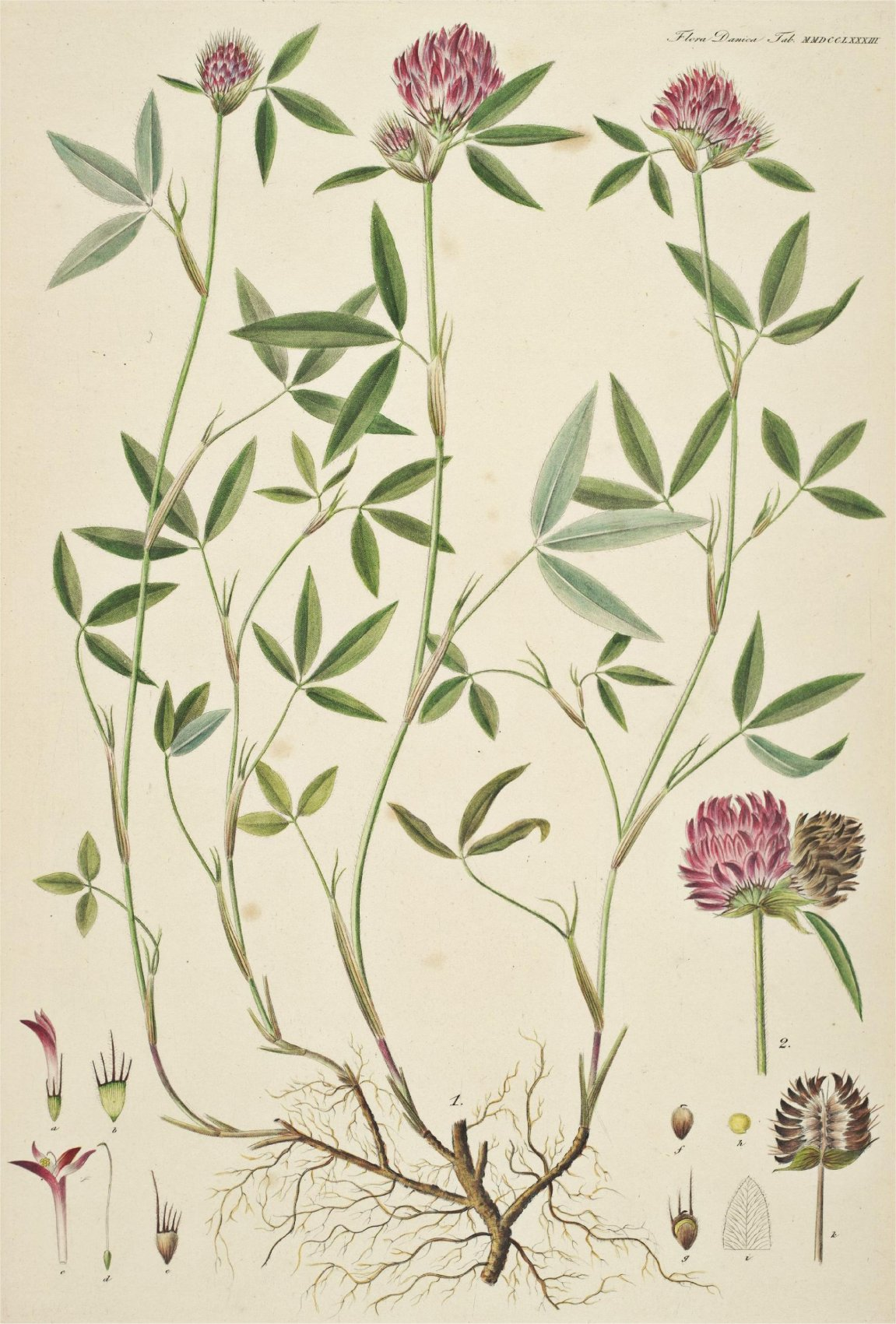
Illustratie uit Flora Danica
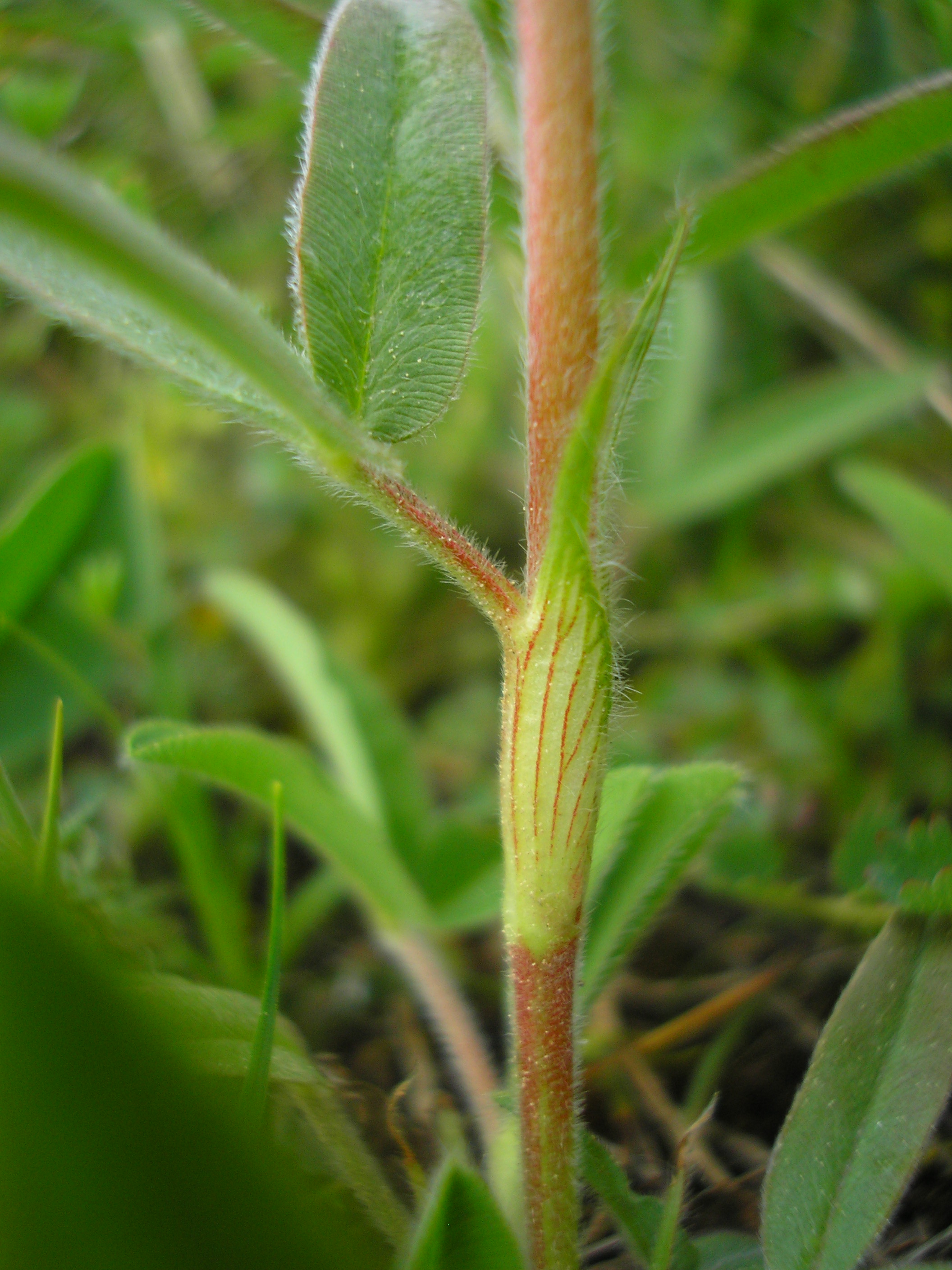
Stengel met steunblaadje
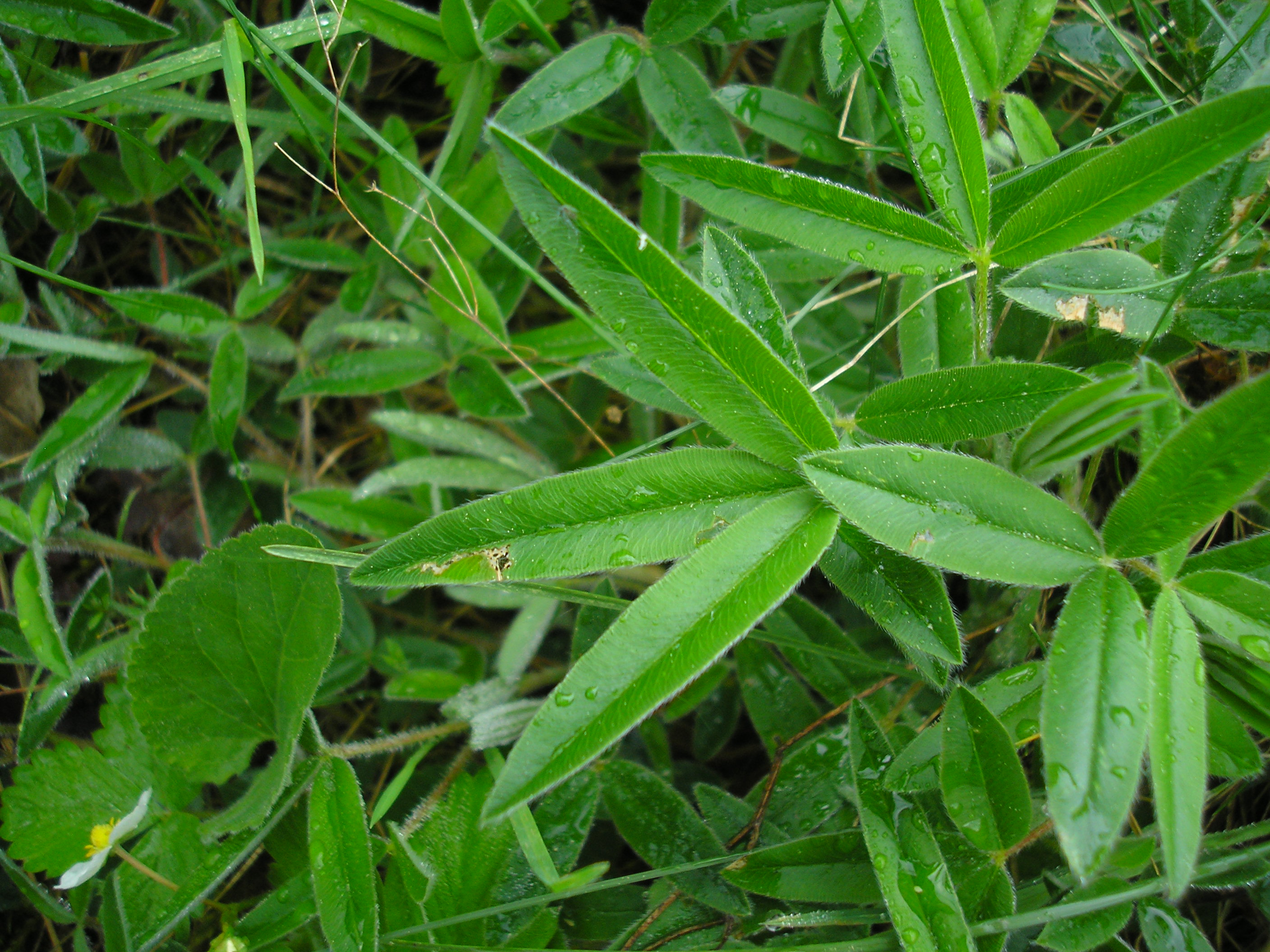
Voorkant blad
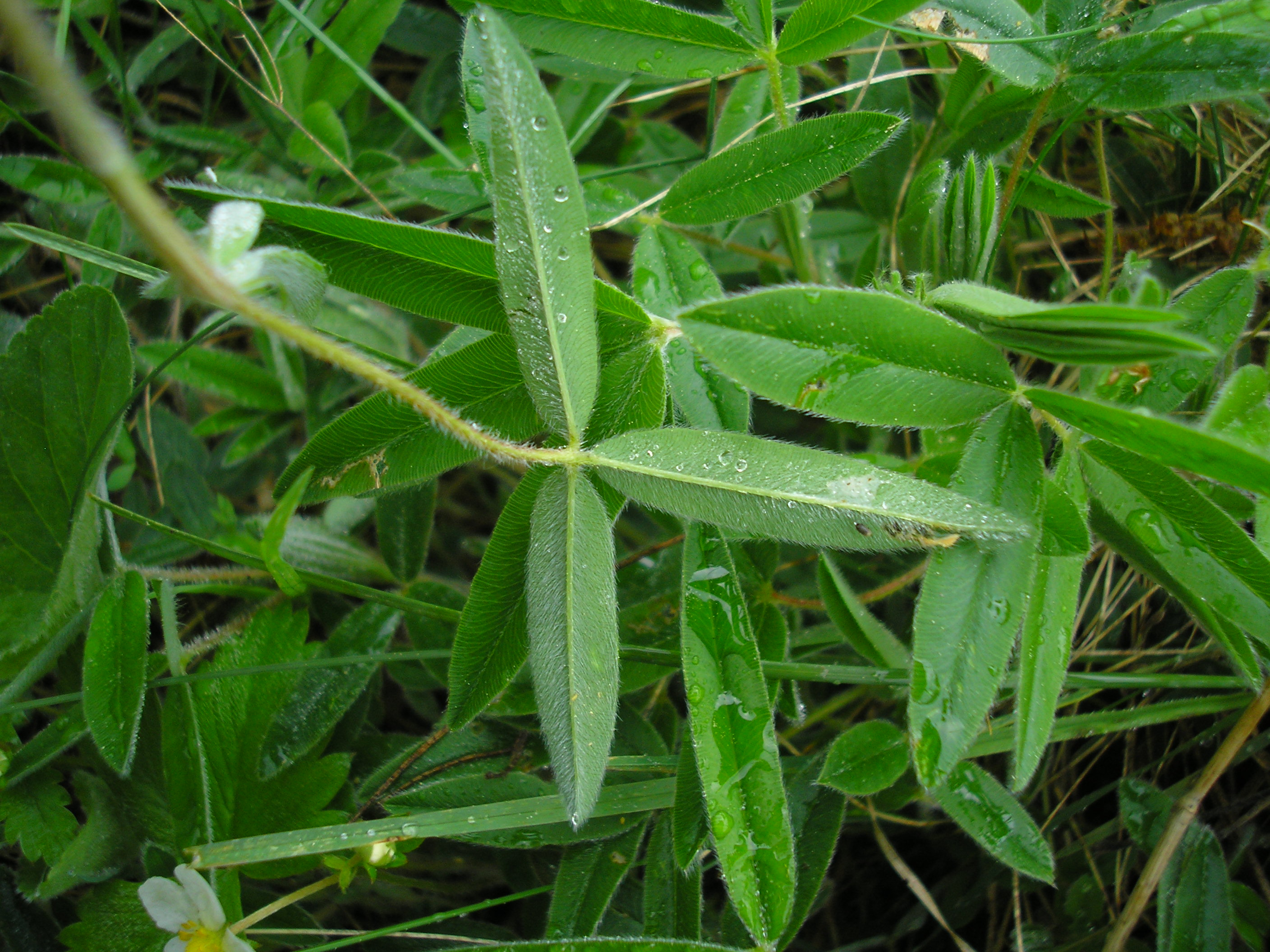
Achterkant blad
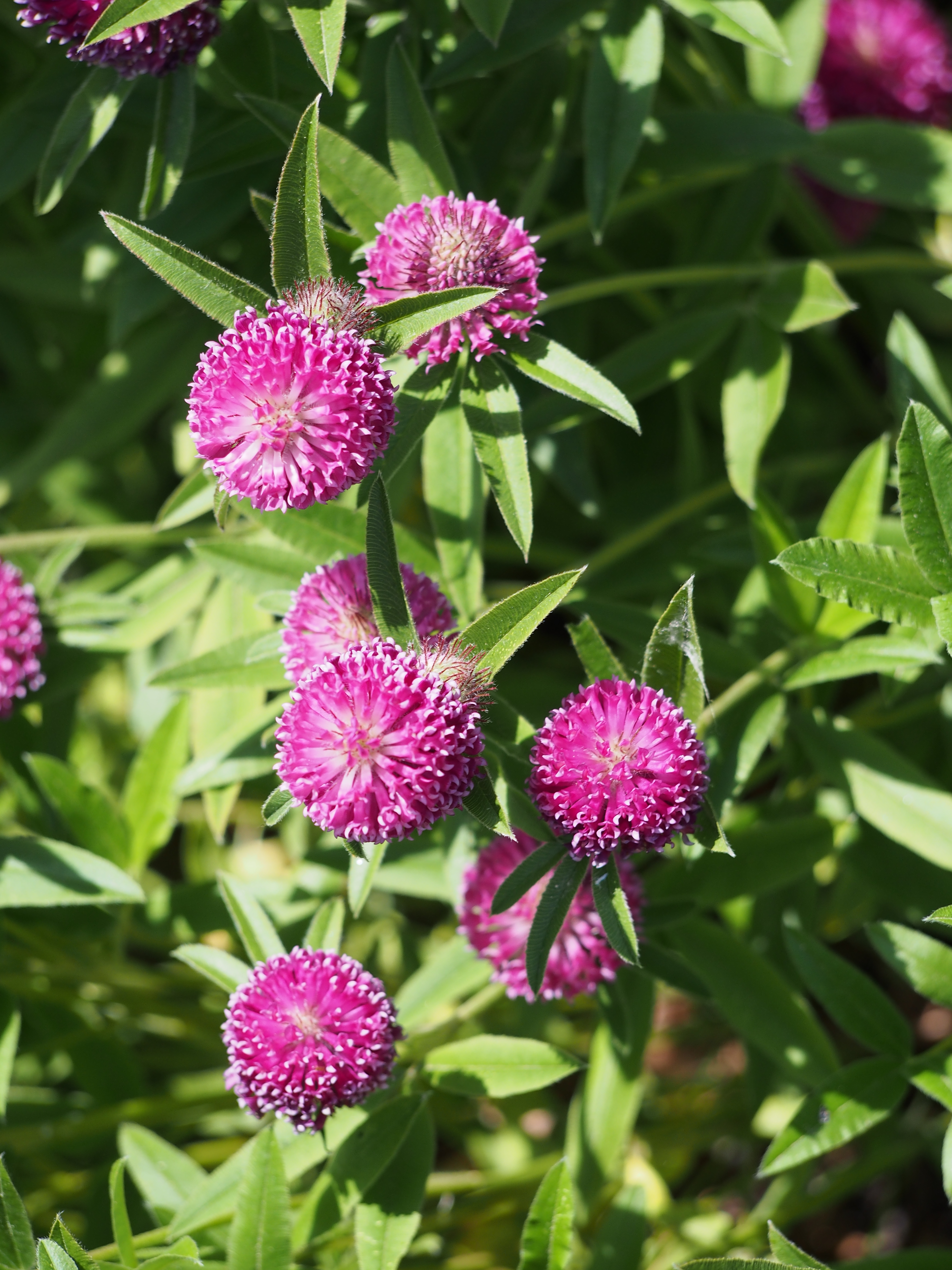
Bloeiwijzen
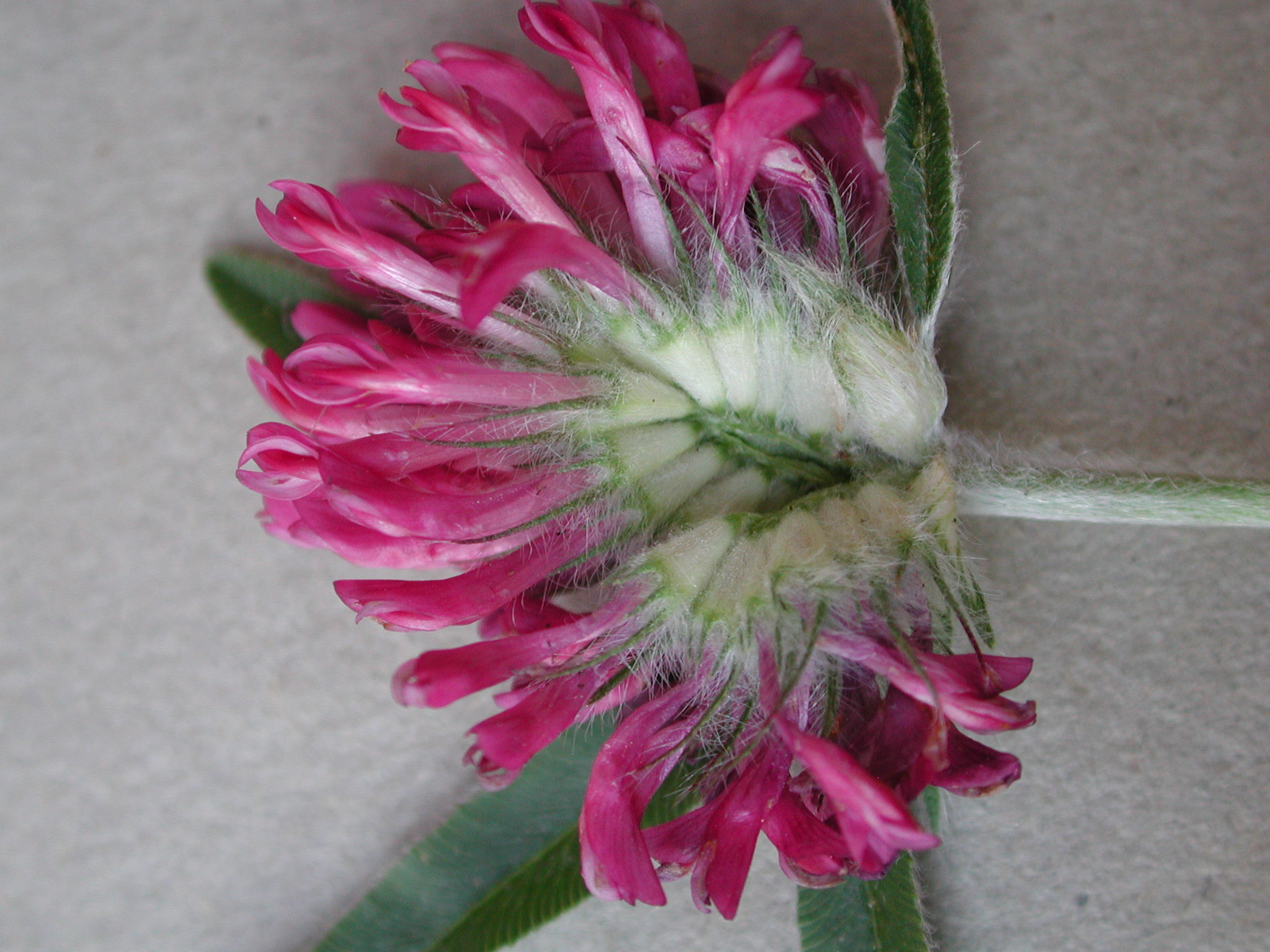
Behaarde kelkbuizen

Alpenklaver komt voor op stikstofarme, kalkrijke plaatsen in lichte loofbossen, bosranden, struwelen en grasland. 